# Black Pistol Fire
Black Pistol Fire — канадская рок-группа, сформированная в 2011 году в городе Торонто, но в настоящее время базирующаяся в Остине, штат Техас. Играет музыку в жанрах блюз-рок, гаражный рок и инди-рок. На протяжении всего своего существования группа состоит из двух человек: Кевин Маккиоун (вокал, гитара) и Эрик Оуэн (ударные). Их дикое и энергичное рок-н-ролльное звучание было описано как смесь классического южного рока и гаражного панка, что вызвало сравнения с ранними Kings of Leon, Creedence Clearwater Revival, The White Stripes и Clutch. Очевидно, что звучание группы охватывает множество разных эпох и поджанров, опираясь на классическое звучание рок-н-ролла, которое было обновлено для нашего времени.

## История

### Ранние годы
Кевин Маккиоун и Эрик Оуэн дружат с детского сада и начали вместе заниматься музыкой, когда в старших классах обнаружили общую страсть к рок-н-роллу. Эти двое стали основателями рок-н-ролльного трио The Shenanigans. Вместе с The Shenanigans они записали пластинку под названием Bombshell Baby. После того, как дела с The Shenanigans и Toronto зашли в тупик, эти двое захотели сменить обстановку и попробовать что-то новое. Затем они собрали свои инструменты и сумку с одеждой и направились на юг. В 2009 году группа окончательно обосновалась в Остине, штат Техас, и на свет появился Black Pistol Fire.

### Первый контракт
Во время выступления в местном клубе Austin Hotspot продюсер Джим Даймонд (The White Stripes, The Von Bondies, Jon Spencer Blues Explosion) обратился к группе с предложением записать их следующий альбом. Этот альбом был записан на 2 отдельных сессиях, в основном вне зала, на 2 кассеты. Пластинка под простым названием Black Pistol Fire была выпущена в феврале 2011 года в избранных магазинах звукозаписи в Северной Америке, на концертах и по всему миру через ITunes. Пластинка получила положительный отклик критиков от таких изданий, как The Austin Chronicle, Pop Music Matters и the Houston Press. Пластинка попала в радиоэфир более чем на 100 радиостанциях как в Канаде, так и в США, а также была показана на радиостанциях Chorus Radio Explore Music и the Continuing History of New Music. Обе программы проводятся Аланом Кроссом и транслируются по всей Канаде. Группа также видела, как их музыка использовалась в телевизионных шоу, таких как 90210, Hawaii 5-0, Suits, WWE RAW, Sons of Anarchy и The Protector, а также в рекламных роликах для Pepsi Canada и Braun Shavers в Европе. На протяжении всего этого времени они гастролировали по США и Канаде, завершили успешный европейский тур, а также выступали на таких фестивалях, как SXSW, и были хедлайнерами Rock the Republic и Mr. Fest. Они поддерживали такие группы, как Black Rebel Motorcycle Club, Band of Skulls, State Radio, Shonen Knife, Bun B, TOO Short и Люсинду Уильямс. Группа записала свой 2-й альбом в начале 2012 года с продюсером Майклом Рошей в Торонто. Этот альбом «Big Beat 59» был выпущен в августе 2012 года, и песни с альбома были включены в ротацию на основных радиостанциях, формирующих вкусы KEXP, KCRW, KUT и KDHX. В качестве предисловия к альбому группа также перекодировала 5-песенный мини-альбом «Shut-up!», посвященный Литтлу Ричарду, который был выпущен в мае 2012 года. Группа объехала всю страну, продвигая пластинку, включая выступления на разогреве у Band of Skulls, Black Rebel Motorcycle Club и тур с State Radio, который включал остановку в знаменитом нью-йоркском Webster Hall.

### Big Beat '59'
Black Pistol Fire не теряли времени даром, когда не были в разъездах, и осенью 2012-го и в начале 2013-го записали продолжение «Big Beat '59». Предварительная дата выхода «Тише или вой» — февраль 2014 года. Группа набрала ещё больше оборотов во время SXSW 2013, где Huffington Post назвала группу «следующей большой вещью» и «самой энергичной и музыкально разносторонней из всех групп, выступавших на фестивале».

### Альбом Deadbeat Graffiti
В 2017 году американский музыкальный сайт Consequence of Sound назвали их лучшим звонком для пробуждения на Riot Fest 2017  и назвали их выступление лучшим на Voodoo Fest 2017.
Они достигли прорывного успеха в 2018 году, когда «Lost Cause» достигли первого места , а «Bully» — пятого в канадской рок-трансляции.

## Дискография
Студийные альбомы
- Black Pistol Fire (2011)
- Big Beat '59 (2012)
- Hush Or Howl (2014)
- Don't Wake the Riot (2016)
- Deadbeat Graffiti (2017)
- Look Alive (2021)

Мини-альбомы
- Shut-Up! (2012)